# 法の歴史
法の歴史（ほうのれきし）または法制史（ほうせいし）は、どのように法が進化し、何故法が変わってきたのかを研究する学問上の一分野である。法制史は、文明の発展と密接に結びついており、社会史という分類の傘下に位置付けられている。法律学者や法制史学者の間において、法制史は、種々の法的概念の起源をより良く理解するための一手段であって、法の進化を記録するものであると捉えられている。換言すれば、これは、知的営為に係る歴史学の一部である。
20世紀の歴史家らは、法制史を、社会史学者らの考えに立脚した上で、より序列の整えられた規範概念であるとみた。彼らは、法体系を、市民社会の要請に応じて行政府、立法府が必要的に法体系中の各要素を変化させ、適用し、改廃を施すための、ある複雑な機構であると見たのである。このような法政史学者らは、法の運用において複数の解釈が存立しうる中、信頼性の確保可能な方法による社会科学研究の結果を用いて事例を分析する傾向にある。 事例の分析等を行うことによって、法制度、判例法、民法等の詳細を分析し始めたのである。

## 古代
紀元前3000年頃にまで及ぶ古代エジプトの法律には、12編に分別された民法があった。それは、伝統の重視、修辞的な文言、社会的平等性の尊重、公平性の重視を特徴とする、「マアト」の概念に基づいていた。紀元前22世紀頃までに、古代シュメールの支配者であるウルナムムは、平易な表現（「もし何々ならば何々」という形式）から成る、現存するうちで最初の法典を策定した。ハンムラビ王は、紀元前1760年頃、バビロニア法典を発展させた。ハンムラビ王は、バビロニアのいたる所にこの法典を散在させ、国民が閲覧できるように体制を整えた。これは、ハンムラビ法典として知られる。この法典の全体は、19世紀に、英国の宗教学者によって発見された後、英訳、ドイツ語及びフランス語を含む様々な言語に完全に翻字され、翻訳されるに至った。古代ギリシア語は、抽象的な概念としての「法律」に相当する単語を持たなかったが、神の掟（thémis、テミス）、人間法（nomos、ノモス）、慣習（díkē、ディケー）という区別をしていた。しかし、古代ギリシアの法律は、民主主義の発展に伴う国制の革新を伴っていた。

## 南アジア
古代インドと中国は、独特の伝統を持ち、歴史的に独立した法理論及びその教育機関を持っていた。 紀元前400年頃からの『実理論』と紀元前100年頃からの『マヌ法典』は、インドの有力な論文であり、権威ある法的参考文献とされていた。 後者の根底に流れる哲学的思想は、寛容、多元主義であり、東南アジアにおいて広く浸透した。 しかし、ヒンドゥー教の伝統ともいうべきこの思想は、イスラム法とともに、インドが大英帝国の一部となった際にコモン・ローに取って代わられた。マレーシア、ブルネイ、シンガポール、香港も同法を採択した。

## 東アジア
東アジアの法的伝統は、世俗的及び宗教的な影響を、独自に、法理論体系の中に織り込んだものである。日本は、フランス系のものを輸入することで、率先してその法制度を近代化せんとする最初の国であったが、その法理論体系は、主としてドイツ法に依存するものであった。これは、19世紀後半におけるドイツの社会的地位や影響力をその背景、その根拠として、ドイツ法を部分的に反映したものである。同様に、伝統的な中国の法律は、清朝の晩年に近づくにつれ、ドイツ法を導入した日本の法体系を参考に、6編の私法の形式を以て西洋化を遂げるに至った。今日、台湾における法は、逃亡した蔣介石ら国家主義者と、1949年に中国本土を支配した毛沢東の共産主義者の分裂のために、その時代の法と最も親和性を持っている。また、中国は、ソビエト社会主義法の影響を強く受けており、私法の権利を犠牲にして、行政法が本質的にその法体系の大部分を占めている。しかしながら、今日、急速な工業化のために、少なくとも経済的（社会的かつ政治的ではないにせよ）の面で中国は大きく変革を迎えている。 1999年の新しい契約法は、管理主義から離れたことを示しているとみてよい。さらに、加盟交渉が15年続いた後、2001年に、中国は、世界貿易機関（WTO）に加盟したのだ。

## 教会法
カトリック教会の法の歴史は、カトリック教会法の歴史であり、西洋で最も古くから存在している法制度である。教会法は、ローマ法よりもずっと後で成立することとなるが、近代ヨーロッパにおける民法の大改正よりも前に成立した。世俗法と教会法の間の文化交流は、ある集団を生み出し、私法と一般法の両方に、大きな影響を与えた。
ラテン式教会法の歴史は、4つに大別することが可能である。jus antiquum、jus novum、jus novissimum、教会法である。これら法律の区分を用いた場合、歴史上で成立した法典はすべて、分類することが可能である。欧州東部の教会法は、別途発展した。
20世紀には、教会法が包括的に成文化された。 1917年5月27日、ベネディクト15世は、1917年教会法を成文化した。ヨハネ23世は、第二バチカン公会議を招集する意思と併せて教会法改正の意思を表し、1983年1月25日にヨハネ・パウロ2世によって1983年教会法として公布された。 1990年10月18日、東部教会の教会規範を公布することによって、東部カトリック教会23のすべてに、共通の法的規定を公布するに至った。

## イスラム法
中世に発展した主要な法制度の一つは、イスラム法と法学であった。 重要な多くの法律機関は、イスラム法、法学の古典期に、イスラム法学者によって開発された。 このような機関の1つは、初期の非公式価値移転機構である「ハワラ」であり、これは、8世紀早くもイスラム法学の教科書に言及されている。 同機構自身は、後に、フランス法、イタリア法の発展に、それぞれ影響を与えた。

## 欧州法

### ローマ帝国
ローマ法は、ギリシャの教えに大きく影響された。同法は、ローマ帝国の勃興と衰退の間の、何世紀にも渡り、現代の法的世界への架け橋を形成してきたといえる。ローマ法は、共和政ローマ、ローマ帝国時代にはその定めるところが厳しく在り、専門的な法律上の階級はなかった。その代わりとして、平等な人物、即ち裁判官が、私人間の紛争に判決を下すため、選出された。この体制に係る証拠は報告されていないので、その判例法理がいかなるものであったか、知る術は存在しない。各紛争に係る判決は、今日の私法制度の、判例の（理論的な）重要性を体現している国の法律を予定するものであった。東ローマ帝国時代の6世紀に、皇帝ユスティニアヌス1世は、ローマに存在していた法律を成文化し、統合した結果、法文の総量は、従前のものと比較すると20分の1となった。これは、ローマ法大全として知られるようになった。法制史学者の一人が書いたように、「ユスティニアヌスは意識的に、ローマ法の黄金時代を振り返り、ローマ法を3世紀前の最盛期に戻すことを目指していた」のだ。

### 中世

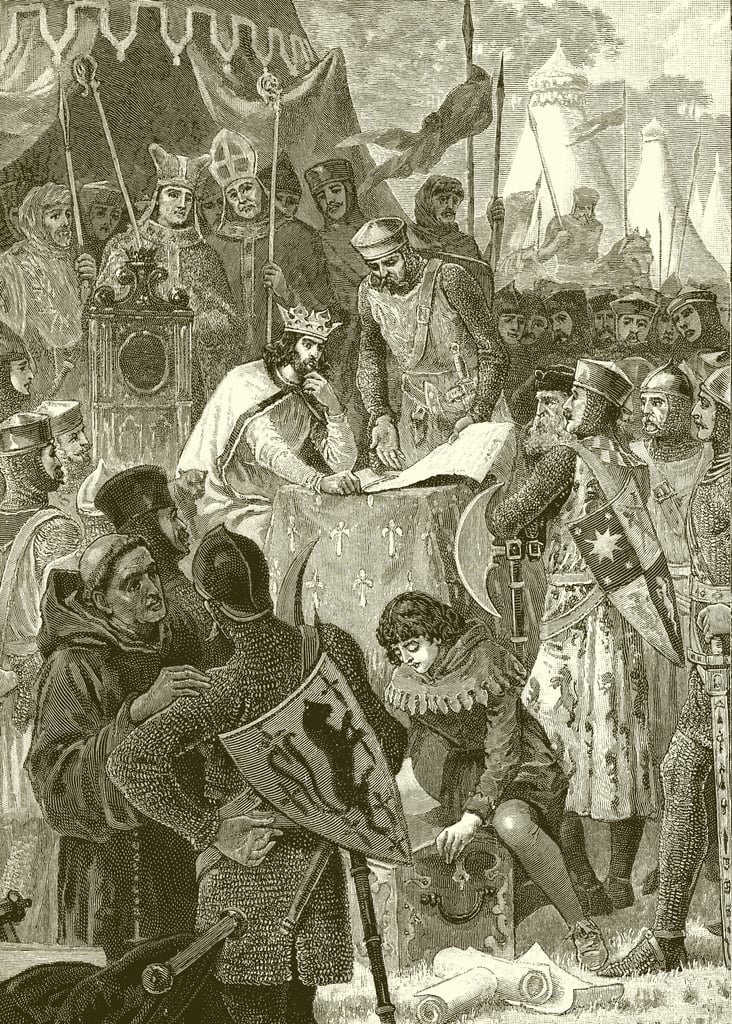
King John of England signs the Magna Carta

ビザンチン帝国時代には、ローマ法大全は拡張され、帝国が崩壊する時期まで施制されたが、これが正式に西洋に導入されたことはなかった。代わりに、西洋帝国の崩壊と、旧ローマ国家の下という背景下で、支配階級は、テオドシウス法典に基づいてゲール語とゲルマン法（民俗の権利として知られる制度）を施行した。ローマ法廷制度が崩壊して以来、法律上の紛争は、堅実な法的手続の中で育まれた弁護士集会、証言に大きく依存していた口頭審理に依るところ、ドイツの慣習法を参考にした判決を受けた。
西側諸国の大部分が、カール大帝の下に統合された後、法律が一元化され、王室裁判制度が強化されて、判例法が強化され、さらには人民の権利が廃止された。しかし、同帝国が決定的に分断されれば、ヨーロッパは封建主義的になり、法律は一般的に郡、市町村又は郡の段階以上で統治されなくなる。そのため、市民に向け一般化された判例法に基づく慣習法の発展を支持することとなる。しかし、11世紀には、ビザンチン帝国を略奪した十字軍が、ユスティニアヌス法典を含むビザンチン法典を持ち帰った。ボローニャ大学の学者らは、彼ら自身の慣習法を解釈するため、これを初めて使用した。中世ヨーロッパの法学者らは、ローマ法を研究し、その概念を用い始めた。また、世界の大部分において、現代私法として、ローマ法理念が部分的な復活の道を辿るに至った。しかしながら、私法が中世末期の大部分において慣習法に匹敵するに至るまでは、大きな反発があった。
中世イギリスにノルマンの法的概念を導入したノルマン・コンクエスト後、イギリス国王下の強力な裁判官は、コモン・ローとなった先例を開発した。特に、ヘンリー2世は法的改革を行い、ウェストミンスターに住んで王国を旅した少数の裁判官によって行なわれた王立法廷の制度を開発した。ヘンリー2世はまた、1166年にクラレンドンの立法府を定めた。これにより、陪審員審判が可能となり、当事者の決闘裁判が減少した。フランスのルイ9世はまた、大規模な法制改革を行い、教会裁判手続に触発され、教会法及び尋問審判制度の根拠を、王立法廷に求め、拡大させた。また、裁判官は、その担当する範囲が固定されなくなり、陪審員は、保安官ではなく、法的紛争の当事者によって指名された。さらに、10世紀まで、ハンザ同盟によって固められた北欧の貿易習慣に最初に設立された「法商人（Law Merchant）」は、商業者が多数の地元の法律ではなく、よく知られた基準を使って取引できるよう、形を整えた。近代商法の前身であるこの団体は、契約の自由、財産の譲渡可能性を強調した。

### 現代ヨーロッパ
現代ヨーロッパにおける法体系は、大きく2つ、大陸諸国の大部分で採用される成文法と、イギリスの伝統的な判例法である。
18世紀から19世紀にかけての国家主義の進展に伴い、国際商慣習法は、新しい私法の下、国の法律に組み込まれた。 これらのうち、フランスのナポレオン法典とドイツ民法典が、最もその影響を受けた。 大文字版、小文字版で構成されている英語の一般法とは対照的に、小冊子の法典は使用しやすく、陪審員にとっては、適用するのが容易である。 しかし、今日、民法と一般法とが収斂しているという兆候がある。 EU法は条約で成文化されているが、欧州司法裁判所が定める判例を通じて発展している。

## アメリカ
アメリカの法制度は、主にイギリスのコモン・ローから成立した（州となった後もフランス法を採用したルイジアナ州を除く）。 事前規定主義や共同体財産など、スペイン法のいくつかの概念は、1848年までメキシコ割譲地であった一部の米国の州でも依然として存続している。
連邦主義の原則の下では、各州には独自の裁判制度と、連邦政府に留保されていない地域内で法律を制定する能力がある。

## 関連書籍
- The Oxford History of the Laws of England. 13 Vols. Oxford University Press, 2003–. (Six volumes to date: Vol. I (Canon Law and Ecclesiastical Jurisdiction from 597 to the 1640s), vol. II (871–1216), vol. VI (1483–1558), vols. XI–XIII (1820–1914))
- The Oxford International Encyclopedia of Legal History. Ed. Stanley N. Katz. 6 Vols. Oxford University Press, 2009. (OUP catalogue. Oxford Reference Online)
- Potz, Richard: Islam and Islamic Law in European Legal History, European History Online, Mainz: Institute of European History, 2011, retrieved: November 28, 2011.